# Xubuntu
A Xubuntu egy nyílt forrású Linux-disztribúció, az Ubuntu hivatalos származéka. Xfce grafikus környezetet használ. A Xubuntut azon felhasználóknak szánják, akik kisebb számítógépes ismerettel rendelkeznek vagy azoknak, akik egy hatékony grafikus környezetben és egy gyors rendszeren szeretnének dolgozni. Főként GTK alkalmazásokat tartalmaz. Rendszerigénye jóval kisebb az Ubuntu vagy Kubuntu kiadásoknál megszokottól, így régebbi számítógépeken is használható.

## Történet
Híresztelések szerint az Ubuntu Breezy Badger (5.10) verziója mellett jelent meg, de a hivatalos megjelenés időpontja nem határozható meg, mivel a Xubuntu nevet már a xubuntu-desktop csomagban használták, amely az Xfce környezetet telepítette. Az első hivatalos Xubuntu kiadás 2006. június 1-jén jelent meg az Ubuntu 6.06 mellett, melynek kódneve a Dapper Drake volt. 
2009 óta hatalmas változtatásokon esett túl. A felhasználói felülete új, korszerűbb dizájnt kapott. A telepítő lemezt is átalakították a 10.10-es verzióban. A kodekeket és az elérhető frissítéseket egyből telepíthetjük az alap telepítéssel együtt. A legtöbb beállítást csak a telepítés közben kell megadnunk, így gyorsult a telepítés folyamata. Ha ezzel kész vagyunk, a hátralévő időben játékokkal szórakoztathatjuk magunkat (vagy bármilyen más programmal), vagy megnézhetünk egy, a rendszert ismertető diasorozatot.

## Eltérések az Ubuntutól
Az Ubuntu alapértelmezetten a GNOME asztali környezetet használja. A Xubuntu az Xfce grafikus környezetet használja, ezáltal kevésbé terheli a rendszert, régebbi számítógépeken jobban használható. Xubuntu elsődlegesen GTK alkalmazásokat használ, amelyeket úgy terveztek, hogy ne használja annyira a rendszer erőforrásait, mint a GNOME megfelelői.

## Verziótörténet
Az Ubuntuhoz hasonló kiadási ciklusokban jelenik meg. A Xubuntu-nál is éppúgy megtalálhatóak a szokásos támogatási időnél hosszabban támogatott LTS verziók. (az LTS az angol Long-term support rövidítése)
Az 5.10-es verziót még csak xubuntu-desktop csomagként lehetett elérni, az első hivatalos kiadás a 6.06 LTS volt.
| Szín  | Jelentés                       |
| ----- | ------------------------------ |
| Piros | Régi, nem támogatott kiadás    |
| Sárga | Régi, de még támogatott kiadás |
| Zöld  | Aktuális verzió                |
| Kék   | Jövőbeni kiadás                |

| Verzió    | Kódnév            | Kiadási dátum | Támogatás vége | Kernel   | XFCE      |
| --------- | ----------------- | ------------- | -------------- | -------- | --------- |
| 5.10      | Breezy Badger     | 2005-10-13    | 2007-04-13     | 2.6.12   | 4.2       |
| 6.06 LTS  | Dapper Drake      | 2006-06-01    | 2011-06-01     | 2.6.15   | 4.4 Beta1 |
| 6.10      | Edgy Eft          | 2006-10-26    | 2008-04-26     | 2.6.17   | 4.4 Beta2 |
| 7.04      | Feisty Fawn       | 2007-04-19    | 2008-10-19     | 2.6.20   | 4.4.0     |
| 7.10      | Gutsy Gibbon      | 2007-10-18    | 2009-04-18     | 2.6.22   | 4.4.1     |
| 8.04 LTS  | Hardy Heron       | 2008-04-24    | 2011-05-12     | 2.6.24   | 4.4.2     |
| 8.10      | Intrepid Ibex     | 2008-10-30    | 2010-04-30     | 2.6.27   | 4.6.0     |
| 9.04      | Jaunty Jackalope  | 2009-04-23    | 2010-10-23     | 2.6.28   | 4.6.0     |
| 9.10      | Karmic Koala      | 2009-10-29    | 2011-04-30     | 2.6.31   | 4.6.1     |
| 10.04 LTS | Lucid Lynx        | 2010-04-29    | 2013-05-09     | 2.6.32   | 4.6.1     |
| 10.10     | Maverick Meerkat  | 2010-10-10    | 2012-10-28     | 2.6.35   | 4.6.2     |
| 11.04     | Natty Narwhal     | 2011-04-28    | 2012-10-28     | 2.6.38   | 4.8       |
| 11.10     | Oneiric Ocelot    | 2011-10-13    | 2013-05-09     | 3.0.0    | 4.8       |
| 12.04 LTS | Precise Pangolin  | 2012-04-26    | 2015-04-29     | 3.2.0    | 4.8       |
| 12.10     | Quantal Quetzal   | 2012-10-18    | 2014-05-16     | 3.5.0    | 4.10      |
| 13.04     | Raring Ringtail   | 2013-04-25    | 2014-01-27     | 3.8.0    | 4.10      |
| 13.10     | Saucy Salamander  | 2013-10-17    | 2014-07-17     | 3.11.0   | 4.10      |
| 14.04 LTS | Trusty Tahr       | 2014-04-17    | 2017-04-17     | 3.13.0   | 4.10      |
| 14.10     | Utopic Unicorn    | 2014-10-23    | 2015-07-23     | 3.16.0   | 4.10      |
| 15.04     | Vivid Vervet      | 2015-04-23    | 2016-01-23     | 3.19.0   | 4.12      |
| 15.10     | Wily Werewolf     | 2015-10-22    | 2016-07-22     | 4.2      | 4.12      |
| 16.04 LTS | Xenial Xerus      | 2016-04-21    | 2019-04-21     | 4.4      | 4.12      |
| 16.10     | Yakkety Yak       | 2016-10-13    | 2017-07-20     | 4.4+     | 4.12+     |
| 17.04     | Zesty Zapus       | 2017-04-13    | 2018-01-11     | 4.8      | 4.12+     |
| 17.10     | Artful Aardvark   | 2017-10-19    | 2018-07-19     | 4.13     | 4.12.3    |
| 18.04 LTS | Bionic Beaver     | 2018-04-27    | 2021-04-29     | 4.14 LTS | 4.12.2    |
| 18.10     | Cosmic Cuttlefish | 2018-10-18    | 2019-07-18     | 4.18     | ~4.13     |
| 19.04     | Disco Dingo       | 2019-04-18    | 2020-01-18     | 5.0      | 4.13      |
| 19.10     | Eoan Ermine       | 2019-10-17    | 2020-07-17     | 5.3      | 4.14      |
| 20.04 LTS | Focal Fossa       | 2020-04-23    | 2023-04-29     | 5.4      | 4.14      |
| 20.10     | Groovy Gorilla    | 2020-10-22    | 2021-07-22     | 5.8      | 4.14      |
| 21.04     | Hirsute Hippo     | 2021-04-22    | 2022-01-22     | 5.11     | 4.16      |
| 21.10     | Impish Indri      | 2021-10-14    | 2022-06-14     | 5.13     | 4.16      |
| 22.04 LTS | Jammy Jellyfish   | 2022-04-21    | 2025-04-24     | 5.15     | 4.16      |
| 22.10     | Kinetic Kudu      | 2022-10-20    | 2023-07-23     | 5.19     | ~4.17     |
| 23.04     | Lunar Lobster     | 2023-04-20    | 2024-01-20     | 6.2      | 4.18      |
| 23.10     | Mantic Minotaur   | 2023-10-12    | 2024-07-12     | 6.5      | 4.18      |
| 24.04 LTS | Noble Numbat      | 2024-04-25    | 2027-04        | 6.8      | 4.18      |
| 24.10     | Oracular Oriole   | 2024-10-10    | 2025-07        | 6.11     | 4.19      |
| 25.04     | Plucky Puffin     | 2025-04-17    | 2026-01        | 6.14     | 4.20      |

## Rendszerkövetelmények[41]
A rendszer kipróbálásához DVD-re írható, azonban a DVD-ről futtatott rendszer lassabb lesz, mint egy telepített rendszer és az esetleg módosított beállításokat, mentéseket a rendszer leállításakor/újraindításakor elveszti (mivel a DVD-n tárolt fájlokat nem írja felül). A 21.10-es Xubuntu verzió telepítéséhez és futtatásához szükséges Intel v. AMD 64 bit-es processzor, valamint:
- szükséges: 1 GB RAM (többre lehet szükség, ha integrált grafikával rendelkezik) és 8,6 GB szabad merevlemez-terület

- ajánlott: 2 GB RAM, 20 GB szabad merevlemez-terület és 1,5 GHz-es kétmagos processzor

## Hasonló projektek
A Xubuntuhoz hasonló projekt a Lubuntu, amely egy LXQt grafikus környezettel terjesztett Ubuntu változat. Akárcsak a Xubuntu ez is alacsony erőforrásigényű, ezért ideális választás lehet a régebbi gépekhez. Egy másik régebben használt disztribúció a Fluxbuntu, amely szintén a szerényebb teljesítményű gépekhez volt ajánlható, mivel a Fluxbox nevű ablakkezelőt tartalmazta.